# Матан Хозез
Матан Хозез (івр. מתן חוזז; нар. 12 серпня 1996, Тель-Авів) — ізраїльський футболіст, нападник клубу «Хапоель» (Єрусалим).

## Клубна кар'єра
Народився 12 серпня 1996 року в місті Тель-Авів. Вихованець футбольної школи клубу «Маккабі» (Тель-Авів), з яким став переможцем молодіжної першості Ізраїлю 2014/15.
2015 року Матан підписав дорослий контракт з рідним клубом, після чого для отримання ігрової практики віддавався в оренди в клуби «Бейтар» (Тель-Авів Рамла), «Хапоель» (Ашкелон) та «Бней-Єгуда», у складі яких провів по сезону і розглядався як гравець «основи».
2018 року Хозез повернувся в «Маккабі» (Тель-Авів), але не зумів закріпитись, зігравши лише в одній грі чемпіонату, через що протягом другої половини сезону 2018/19 знову на правах оренди захищав кольори клубу «Хапоель» (Хайфа), після чого знову повернувся у «Маккабі» (Тель-Авів), з яким 2020 року виграв чемпіонат, Кубок Тото та Суперкубок країни. Станом на 20 серпня 2020 року відіграв за тель-авівську команду 11 матчів в національному чемпіонаті. Сезон 2023/24 Матан на правах оренди провів у складі «Хапоель» (Єрусалим).
21 серпня 2024 року підписав повноцінний контракт з клубом «Хапоель» (Єрусалим).

## Виступи за збірні
2014 року дебютував у складі юнацької збірної Ізраїлю (U-19), загалом на юнацькому рівні взяв участь у 8 іграх, відзначившись 4 забитими голами.
Протягом 2016—2018 років залучався до складу молодіжної збірної Ізраїлю. На молодіжному рівні зіграв у 9 офіційних матчах.

## Титули і досягнення
- Чемпіон Ізраїлю (1):

«Маккабі» (Тель-Авів): 2019-20
- Володар Кубка Тото (1):

«Маккабі» (Тель-Авів): 2020
- Володар Суперкубка Ізраїлю (3):

«Маккабі» (Тель-Авів): 2019, 2020, 2024
- Володар Кубка Ізраїлю (1):

«Маккабі» (Тель-Авів): 2020-21